# Can Puigdemont
Can Puigdemont és una casa d'Amer (Selva) inclosa a l'Inventari del Patrimoni Arquitectònic de Catalunya.

## Descripció
Edifici aïllat de tres plantes i coberta de doble vessant a façana situat al final del passeig del Firal. Consta de tres crugies i està arrebossada i sense pintar. Hi ha un pati al voltant de la casa i una entradeta abans d'arribar a la porta principal.
La planta baixa té dues finestres i una porta d'entrada emmarcades de motllures de ciment en forma d'arc rebaixat a la llinda. La porta principal destaca pels guardapols decorats amb motllures.
El primer pis consta de dos finestres i un balcó. Les finestres tenen marcs de motllures de ciment i la barana, avançada i imponent, de ciment, decoració de motius vegetals, florals, geomètrics i de corones reials.
El segon pis conté tres finestres, més reduïdes, de forma quadrangular i també amb motllures de ciment de marc. El ràfec és de ciment i emergeix uns 30 cm.

## Història
Edifici de finals del segle xix o principis del segle xx, reformat a finals del segle xx.
A la zona del Firal, poc edificat fins a mitjans del segle xx, era on antigament se situava la fira de bestiar en determinades èpoques de l'any.